# Vlerick (geslacht)
Vlerick is een geslacht waarvan leden sinds 1986 tot de Belgische adel behoren.

## Geschiedenis
In 1986 werd André Vlerick (1919-1990), minister, senator en oprichter van de Vlerick Business School verheven in de erfelijke Belgische adel en verkreeg hij de persoonlijke titel van baron. Zijn huwelijk bleef kinderloos. In 1992 werd zijn broer Lucien Vlerick (1921-1992), zakenman, postuum verheven in de erfelijke Belgische adel en verkreeg ook hij de persoonlijke titel van baron. In 2008 werd aan diens zoon Philippe Vlerick (1955), eveneens zakenman,  de persoonlijke titel van baron verleend.

## Enkele telgen
Alphonse Vlerick, industrieel
- André baron Vlerick, (1919-1990), minister, senator en oprichter van de Vlerick Business School
- Lucien baron Vlerick (1921-1992), zakenman
  - Philippe baron Vlerick (1955), zakenman; trouwde in 1981 met Patricia Bouckaert (1956), dochter van chirurg Leon Bouckaert, bezieler van de Waregem Koerse
  - Jkvr. Isabelle Vlerick (1956); trouwde in 1980 met jhr. Patrick Vanden Avenne (1954), zoon van Walter ridder Vanden Avenne, industrieel en telg uit het geslacht Vanden Avenne
  - Jkvr. Charlotte Vlerick (1959); trouwde in 1985 met jhr. Harold Vanden Avenne (1957), zoon van Walter ridder Vanden Avenne, industrieel en telg uit het geslacht Vanden Avenne